# Oumou Ahmar Traoré
Oumou Ahmar Traoré, épouse Cissé, est une journaliste, écrivaine malienne et militante des droits des femmes. Ancienne rédactrice en chef du magazine des Jeunes Grin-Grin, elle est aussi membre du comité de rédaction de l'ouvrage Les Paris des Africains.

## Biographie

### Origines et Études
Originaire de l'ethnie Sarakolé, Oumou Ahmar Traoré naît à Kébane, un village près de Nara. Diplômée de l’École nationale d’administration d’Alger et de l’Institut international de journalisme basé à Berlin, elle obtient un diplôme d'études approfondies (DEA) à l’Université Paris VIII,.

### Vie privée
Entre 1995 et 2002, elle réside en France aux côtés de son époux, un diplomate exerçant en tant que premier conseiller à l’ambassade de France, avec qui elle élève leurs trois enfants. En 2002, elle retourne au Mali.

### Carrière
Elle collabore avec la Coopérative culturelle Jamana, notamment pour le journal Les Échos durant quelques années occupe le poste de rédactrice en chef du magazine jeunesse Grin-Grin,.
Ancienne correspondante en France pour le magazine culturel féminin malien Faro ou La Reine des eaux, elle est consultante sur les questions du genre et ancienne responsable en charge de la communication du ministère de la Promotion de la femme, de l’enfant et de la famille du Mali,.
Elle est membre du comité de rédaction de l'ouvrage Les Paris des Africains et publie trois romans de 2007 à 2022 dont Une femme presque parfaite et Les Blessures de l'Art lancé en 2022. Ce dernier livre dénonce les violences envers les femmes au Mali.
À travers ce roman, elle dénonce les violences sexuelles et sexistes faites aux femmes et aux filles de 2015 à 2022 au Mali. Il est rédigé en bamanankan et en français avec une préface de Mamadou Ismaël Konaté, l’ancien ministre de la Justice.

## Publications
- (fr) Mamou, épouse et mère d’émigrés, Bamako, Mali, Éditions Asselar, 2007[11],[12].
- (fr) Une femme presque parfaite, Bamako (Mali), La Sahélienne, 2017 (ISBN 9789995270742)[13],[14].
- (fr) Les blessures de l’Art, Bamako, Asselar, 2022[8].